# Lambres
Lambres is een gemeente in het Franse departement Pas-de-Calais (regio Hauts-de-France). De gemeente maakt deel uit van het arrondissement Béthune. Lambres telde op 1 januari 2022 1.066 inwoners.

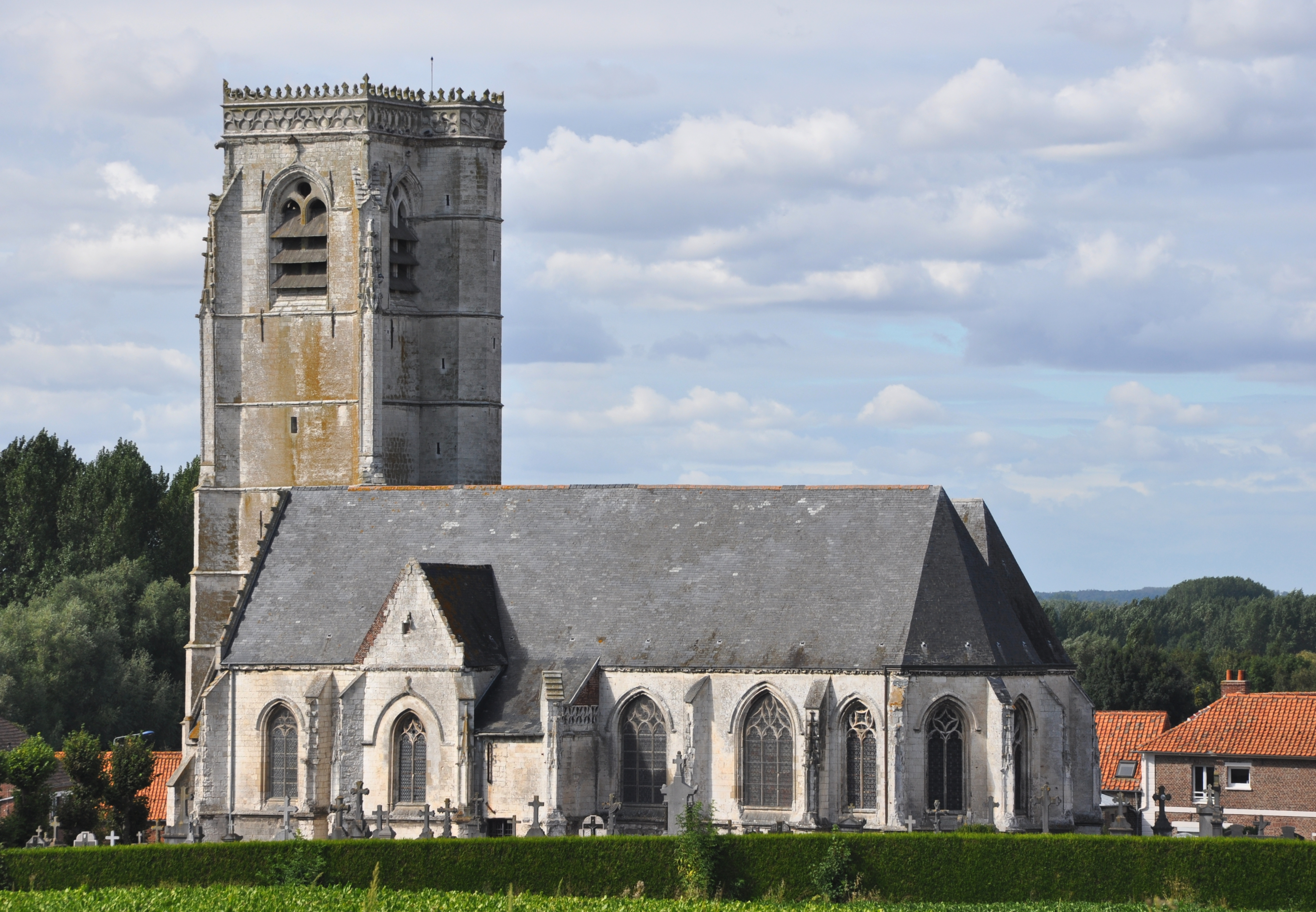
Église Saint-Lambert

## Geografie
De oppervlakte van Lambres bedroeg op 1 januari 2022 4,37 vierkante kilometer; de bevolkingsdichtheid was toen 243,9 inwoners per km². In het oosten van de gemeente, op de grens met buurgemeente Isbergues, ligt het gehucht Trézennes.

## Bezienswaardigheden
- De 15de-eeuwse Église Saint-Lambert werd in 1913 geklasseerd als monument historique. Een doopvont uit 1593 werd geklasseerd in 1911. De bronzen kerkklok uit 1782 werd in 1943 geklasseerd. In 1982 werden houten lambrisering en een preekstoel uit de eerste helft van de 18de eeuw geklasseerd.
- Op het kerkhof van Lambres bevindt zich een Brits oorlogsgraf uit de Eerste Wereldoorlog.

## Demografie
Onderstaande figuur toont het verloop van het inwonertal (bron: INSEE-tellingen).